# Natalia Vodianova
Natalia Vodianova Embaixador(a) da boa vontade da UNFPA(em russo:  Наталья Водянова, nasceu em 28 de Fevereiro de 1982, Gorky, Rússia) é uma supermodelo russa.
Segundo a revista Forbes, Vodianova foi em 2006, 2007, 2008 e 2009, a 7.ª modelo mais bem paga do mundo, com ganhos anuais estimados em 4,5, 4,8, 5,5 e 5,5 milhões de dólares, respectivamente.

## Carreira
Natalia Vodianova fez campanhas da linha de perfumes da Gucci, Calvin Klein, Louis Vuitton, L'Oreal, Marc Jacobs e Miss Sixty.
Natalia Vodianova foi colocada na 4ª posição na lista das "20 modelos-ícones" publicada pelo site Models.com. Em 2010, fez o papel do monstro Medusa em Fúria de Titãs, remake do clássico de 1981.
Vodianova foi escolhida pelo canal russo CR1, para apresentar a 1ª e 2ª semifinal do Festival Eurovisão da Canção 2009.